# Фотохимический смог

Формирование фотохимического смога

Фотохимический смог — это форма смога, характеризующая загрязнение атмосферы, при котором высокие концентрации оксидов азота и летучие органические соединения смешиваются в результате действия солнечного света, способствующего серии фотохимических реакций, которые приводят к образованию озона и других вторичных загрязнителей — фотооксидантов.

## Возникновение в тропосфере
Фотохимический смог возникает в условиях низкой влажности, при отсутствии ветра и наличии в атмосфере больших концентраций реагентов, необходимых для образования смога. Вещества необходимые для образования фотохимического смога поступают в атмосферу из-за выбросов транспорта и промышленности. Фотохимический смог более распространен в летние дни, так как солнечные лучи падают прямо, что способствует образованию озона.
Образование озона в качестве фотохимического смога можно представить такой схемой:

оксид азота (II) окисляется кислородом или гидропероксильным радикалом с образованием оксида азота (IV):
{\displaystyle {\ce {NO + 1/2O2 -> NO2}}}
или 
{\displaystyle {\ce {NO + HO2{.}-> NO2 + HO{.}}}}.
В результате фотолиза оксид азота (IV) распадается, а образовавшийся атомарный кислород при взаимодействии с молекулярным кислородом образует озон:
{\displaystyle {\ce {NO2 + h\nu -> NO + O}}}.
{\displaystyle {\ce {O + O2 -> O3}}}.
Образовавшийся озон также может окислять оксид азота (II).
Параллельно с образованием озона происходит последовательность реакций окисления углеводородов, в результате которых преимущественно образуется пероксиацетилнитрат (ПАН). Наиболее активно фотооксиданты образуются из алкенов.
Важную роль в образовании фотохимического смога играют компоненты автомобильных выхлопных газов — оксиды азота и несгоревшие остатки бензина. Преимущественно выделяются альдегиды, неканцерогенные углеводороды, бензапирен. Попадание этих веществ в атмосферу можно предотвратить, если устанавливать на выхлопные трубы автомобилей каталитические преобразователи.

## Экологическое влияние
При длительном воздействии смог приводит к таким последствиям, как деструкция материалов, повреждение растительности, уменьшение видимости и возрастание количества респираторных заболеваний.
Проявлением воздействия фотооксидантов на человека является раздражение слизистых оболочек глаз и носоглотки. Одновременно происходят изменения в легких: уменьшается их ёмкость, увеличивается сопротивление бронхов, затрудняется дыхание.